# Vampyressa melissa
Vampyressa melissa är en däggdjursart som beskrevs av Thomas 1926. Vampyressa melissa ingår i släktet Vampyressa och familjen bladnäsor. IUCN kategoriserar arten globalt som sårbar. Inga underarter finns listade.
Denna fladdermus förekommer i norra Sydamerika vid östra sluttningarna av Anderna. Utbredningsområdet sträcker sig från västra Venezuela över Colombia och Ecuador till Peru. Habitatet utgörs av ursprungliga skogar. Det finns inga observationer från områden som förändrades av människan.